# Katharina Kest
Katharina Margaretha Kest (Fechingen, 1 maart 1757 - Mannheim, 11 december 1829), rijksgravin van Ottweiler, hertogin van Dillingen, was de maîtresse en later de echtgenote van vorst Lodewijk van Nassau-Saarbrücken. In de volksmond werd ze das Gänsegretel von Fechingen (de ganzenhoedster van Fechingen) genoemd.

## Biografie

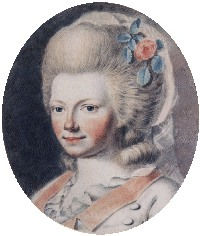
Katharina Kest

Katharina was de dochter van de horige landbouwer Johann Georg Kest (1702-1762) en zijn derde vrouw Anna Barbara Wohlfahrt (1717-1795). Na de dood van de vader, rond het jaar 1770, verhuisden moeder en dochter naar de nabijgelegen residentiestad Saarbrücken, waar Katharina door Frederike Amalie Freifrau von Dorsberg (1753-1802), de maîtresse van vorst Lodewijk van Nassau-Saarbrücken, als kindermeisje voor de buitenechtelijke kinderen van het paar, Luise Friederike Amalie en Ludwig Carl Philipp, en als kamermeisje aangesteld werd.
Lodewijk liet het meisje in Metz, Nancy en Parijs tot dame opleiden. Op 16-jarige leeftijd keerde ze terug naar haar beschermster in Saarbrücken, Freifrau von Dorsberg, en werkte opnieuw als kamermeisje. Gedurende deze tijd werd Katharina de maîtresse van Lodewijk en beëindigde hij zijn relatie met Freifrau von Dorsberg. Lodewijk was sinds 1766 met Wilhelmina van Schwarzburg-Rudolstadt (1751-1780) gehuwd en had één zoon, de erfprins Hendrik. Sommige bronnen vermelden dat Lodewijk en Katharina op 1 november 1774 morganatisch huwden. Omdat Lodewijks echtgenote toen nog in leven was, is een tweede huwelijk op die datum onmogelijk. Vermoedelijk is het de datum waarop Katharina maîtresse en titre werd.
In het jaar 1781 werd Katharina door hertog Karel II August van Palts-Zweibrücken verheven tot Frau von Ludwigsberg (genoemd naar de Ludwigsberg in Maltstatt). De buitenechtelijke kinderen werden op 20 november 1781 gelegitimeerd door keizer Jozef II. Katharina werd op 24 november 1781 te Wenen verheven tot rijksbarones van Ottweiler en op 27 juli 1784 te Wenen tot rijksgravin van Ottweiler.
Op 28 februari 1787, zeven jaar na de dood van Lodewijks vrouw Wilhelmina, huwden Lodewijk en Katharina. Lodewijk liet haar op 8 maart 1787 als heersende vorstin van Nassau-Saarbrücken uitroepen. Hoewel Lodewijk het huwelijk niet als morganatisch bedoelde, werd het door overige vorsten van Nassau alleen als morganatisch erkend. Ze erkenden de kinderen uit het huwelijk niet als erfgenamen van Nassau-Saarbrücken.

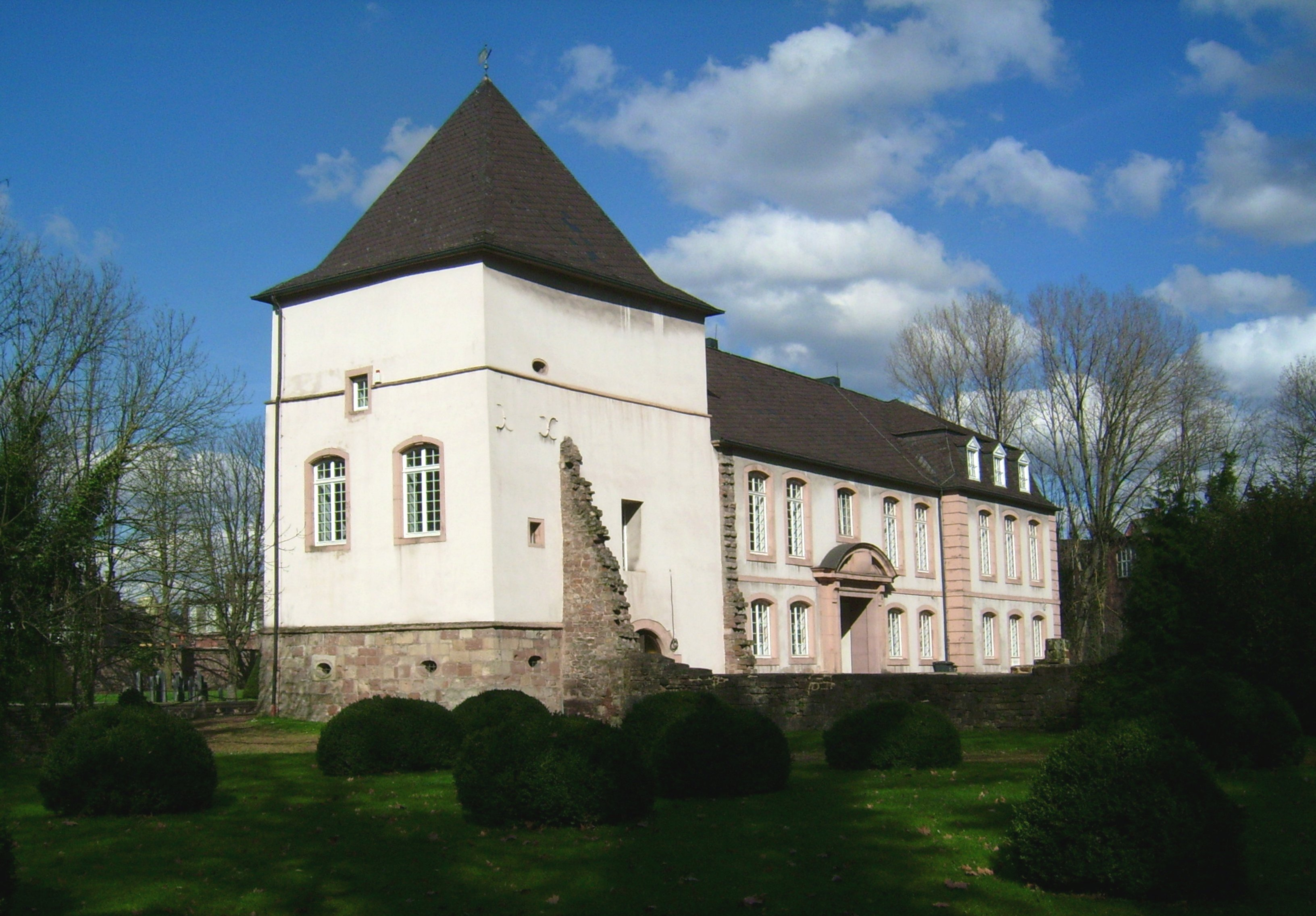
Slot Dillingen

In 1788 reisde het paar naar Parijs om daar een passende territoriale heerlijkheid voor Katharina te verwerven. Op 22 januari 1789 kocht Lodewijk de heerlijkheid Dillingen voor een prijs van 225.000 frank en liet in april 1789 door koning Lodewijk XVI van Frankrijk de heerlijkheid Dillingen tot hertogdom en zijn vrouw Katharina tot hertogin van Dillingen verheffen, welke verheffing op 23 mei 1789 door het Parlement van Nancy werd geregistreerd. Tegelijkertijd liet hij het bestaande Slot Dillingen tot een kleine hertogelijke residentie uitbreiden.
Op 31 oktober 1791 vielen Franse revolutionaire troepen onder generaal Ligneville Saarbrücken binnen. Op 13 mei 1793 vluchtten Lodewijk, die in slechte gezondheid was, Katharina en hun kinderen via Mannheim naar Aschaffenburg in Keur-Mainz, waar ze in ballingschap gingen. Daar overleed Lodewijk in 1794. In 1799 sneuvelde haar zoon Ludwig Carl in Zwitserland.

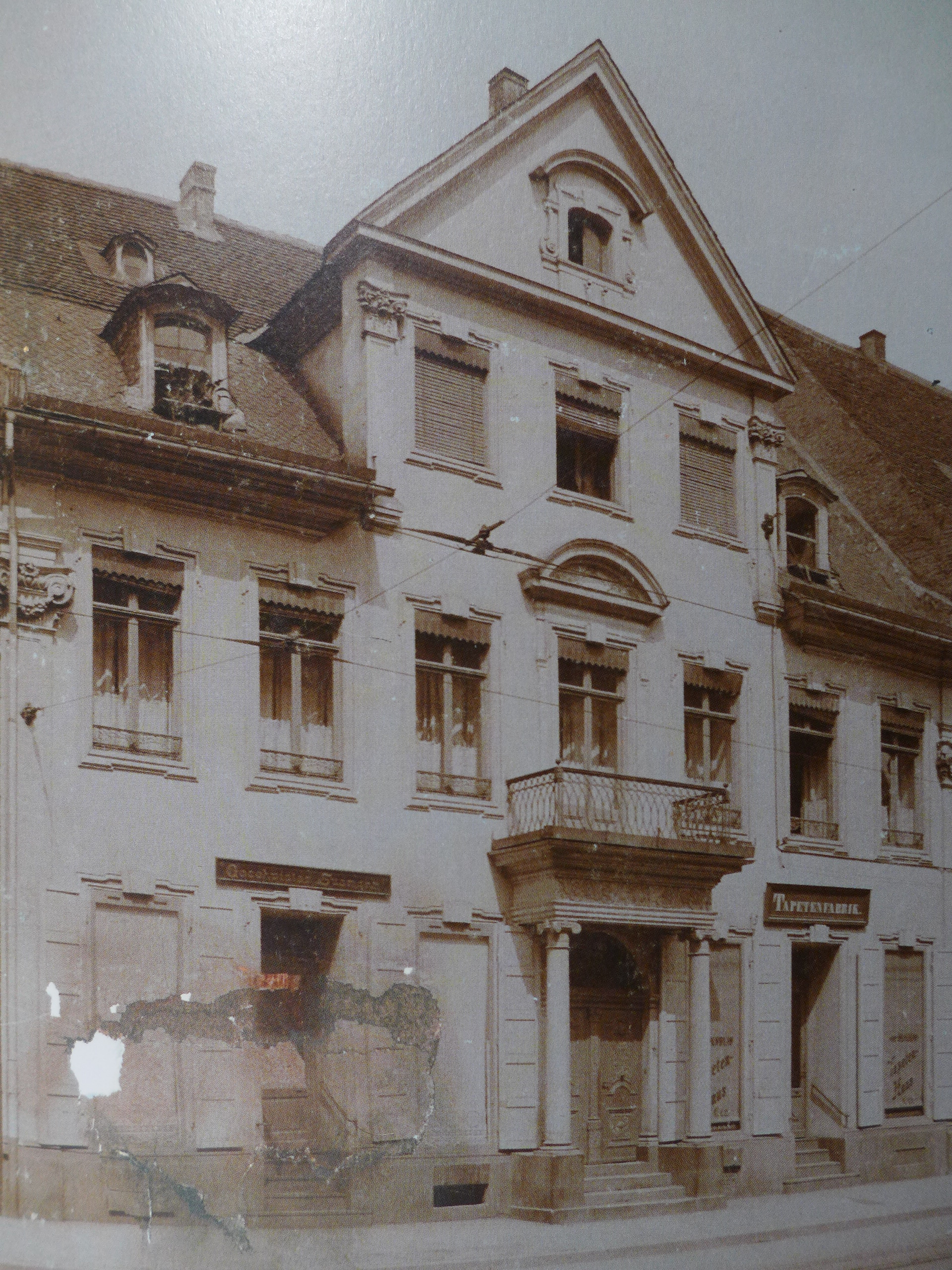
Woning van Katharina Kest in Mannheim sinds 1800

Katharina ging terug naar Mannheim. Hier woonde ze sinds 1800 met haar kinderen in een paleis in de buurt van de Paradeplatz en in de buurt van Slot Mannheim. In 1802 kwam het tot een breuk tussen Katharina en haar dochter Luise (1778-1855), die met de toen beroemde Weense operazanger en componist Joseph Fischer huwde.
In hetzelfde jaar reisde Katharina met haar zoon Adolf naar Parijs om bij Napoleon Bonaparte de aanspraken op het hertogdom Dillingen geldend te kunnen maken. De Franse staat had tijdens de revolutie het hertogdom Dillingen in beslag genomen. Op bevel van Napoleon kreeg Katharina het hertogdom en Slot Dillingen weliswaar terug, maar in 1806 verkocht ze alle goederen (1600 hectare bos en 400 hectare aan tuinen, akkers en weiden en ook het slot) aan de Dillinger Hütte (thans: AG der Dillinger Hüttenwerke). Het bedrijf liet het slot vervolgens voor woondoeleinden verbouwen. Het slot, de landgoederen en het bos zijn sindsdien eigendom van de Dillinger Hütte. Daarnaast onderhandelde Katharina met Napoleon om de aanspraken van haar zoon Adolf op het vorstendom Nassau-Saarbrücken geldend te kunnen maken. Hier had Katharina echter geen succes.
In 1812 stierf Katharina's geliefde zoon Adolf tijdens zijn dienst als luitenant in het Württembergse leger in Vilnius als deelnemer aan de veldtocht van Napoleon naar Rusland in 1812. Katharina heeft tijdens de rest van haar leven op de terugkeer van haar zoon gehoopt en omvangrijk meerjarig onderzoek naar zijn verblijfplaats gedaan. Zelfs tot tsaar Alexander I van Rusland heeft ze zich hieromtrent gewend, die haar echter niets over het lot van Adolf kon mededelen. Tot haar dood hield Katharina aan de fictie vast dat haar zoon nog leefde en stelde hem na de breuk met haar dochters als hoofderfgenaam aan. Haar dochter Luise kon pas een jaar na de dood van Katharina, na een getuigenoproep in verscheidene kranten, de dood van haar broer zonder twijfel aantonen, en daarmee aan de geblokkeerde nalatenschap van Katharina komen.

## Kinderen
Uit de relatie en later het huwelijk van Katharina met Lodewijk werden de volgende kinderen geboren:
1. Ludwig Albrecht Reichsherr von Ottweiler (Saarbrücken, 19 juni 1775[13] - Saarbrücken, 13 april 1784).[14]
2. Ludwig Carl Reichsgraf von Ottweiler (Saarbrücken, 30 mei 1776[15][16][17] - (gesneuveld) Urserental, Zwitserland, 16 augustus 1799),[15][16] was kapitein in Pruisische dienst.[18]
3. Luise Reichsgräfin von Ottweiler (Saarbrücken, 11 april 1778[19] - Mannheim, 9 maart 1855),[20] huwde te Mannheim (?) op 6 januari 1802 (protestant) en te Berlijn in 1803 (katholiek)[21] met Anton Joseph Fischer (Wenen, 1780 - Mannheim, 9 oktober 1862).[22] Fischer was operazanger en componist.
4. Ludwig Heinrich August[23] von Ludwigsberg (Saarbrücken, 28 februari 1779[24] - Saarbrücken, 7 juni 1781).[25]
5. Ludwig Reichsgraf von Ottweiler (Saarbrücken, 24 februari 1785[26] - Mannheim, 3 mei 1796).[27]
6. Luise Katharina Reichsgräfin von Ottweiler (Saarbrücken, 4 maart 1786[28] - Mosbach, 23 mei 1818),[15][16][17] huwde te Mauer bij Heidelberg op 25 september 1810[15][16] met Heinrich Friedrich Wilhelmi (17 maart 1786[29] - Baden-Baden, augustus 1860).[30] Wilhelmi was directeur van het lyceum te Heidelberg en hofraad van de groothertog van Baden.[31]
7. Ludwig Karl Adolf Moritz Reichsgraf von Ottweiler (Saarbrücken, 3 juni 1789[15][16][17] - Vilnius, 10 december 1812),[15][16][17] was luitenant in Württembergse dienst.

## Herinnering
Portretten van Katharina bevinden zich in de Alten Sammlung van het Saarlandmuseum in Saarbrücken, waar sinds 2013 ook haar "Groene Kabinet" uit haar Saarbrückense Stadspaleis getoond wordt, dat zich voordien in het Kaiser-Wilhelm-Museum in Krefeld bevond.

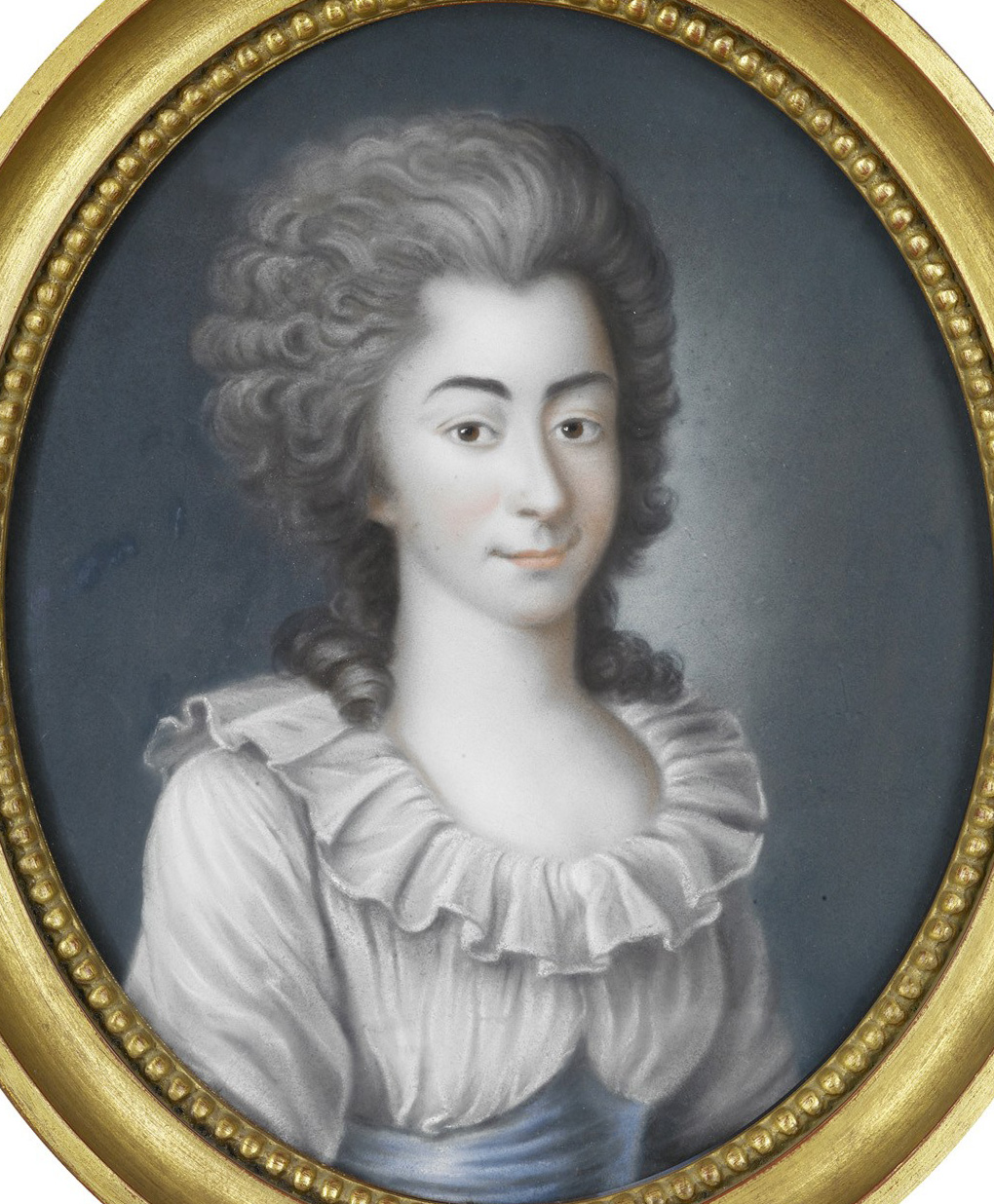
Katharina Kest door Johann Friedrich Dryander, 1790
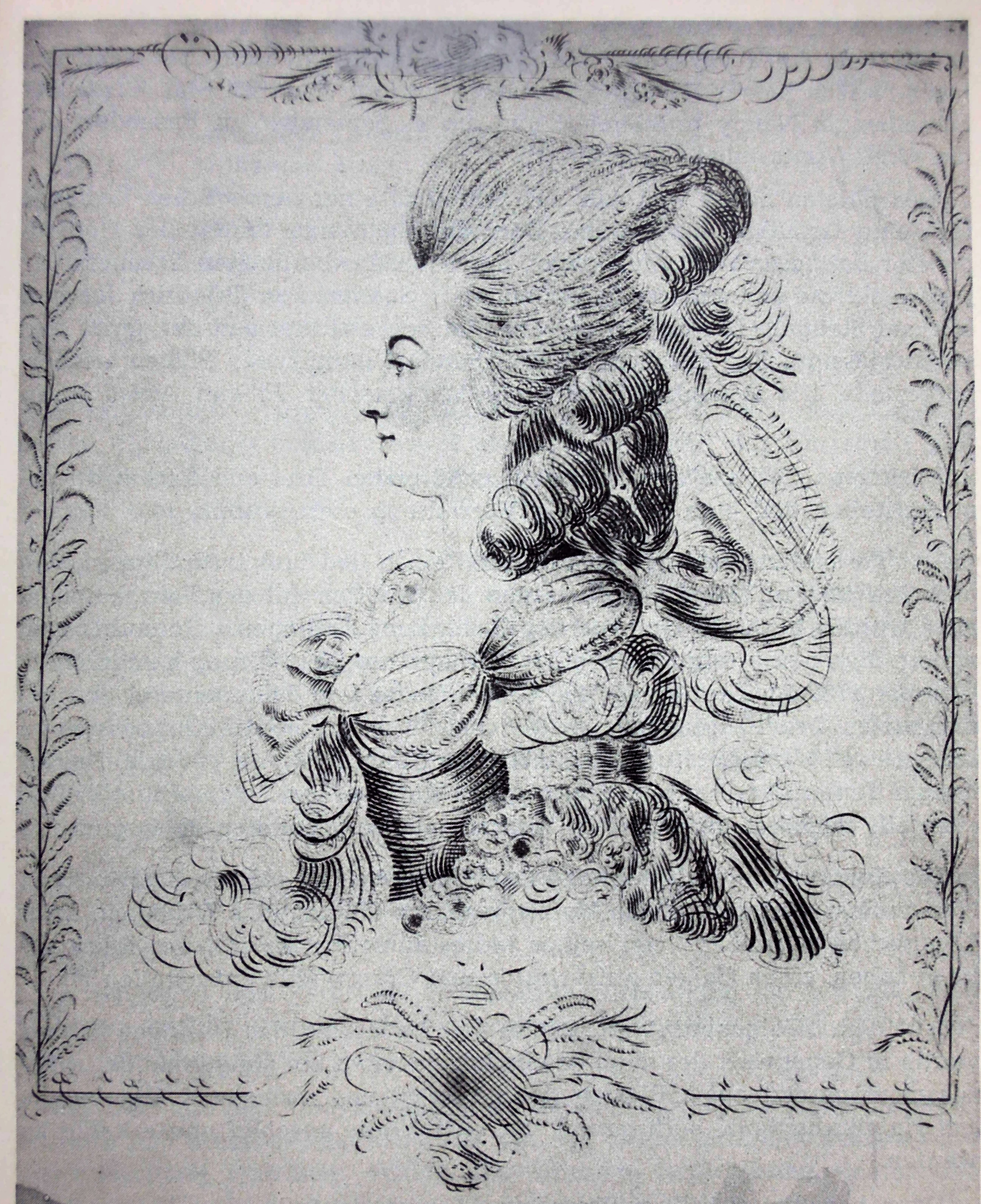
Katharina Kest door Anton Koehl
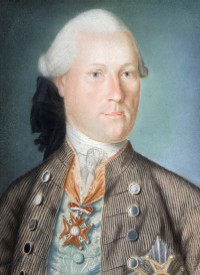
Lodewijk van Nassau-Saarbrücken
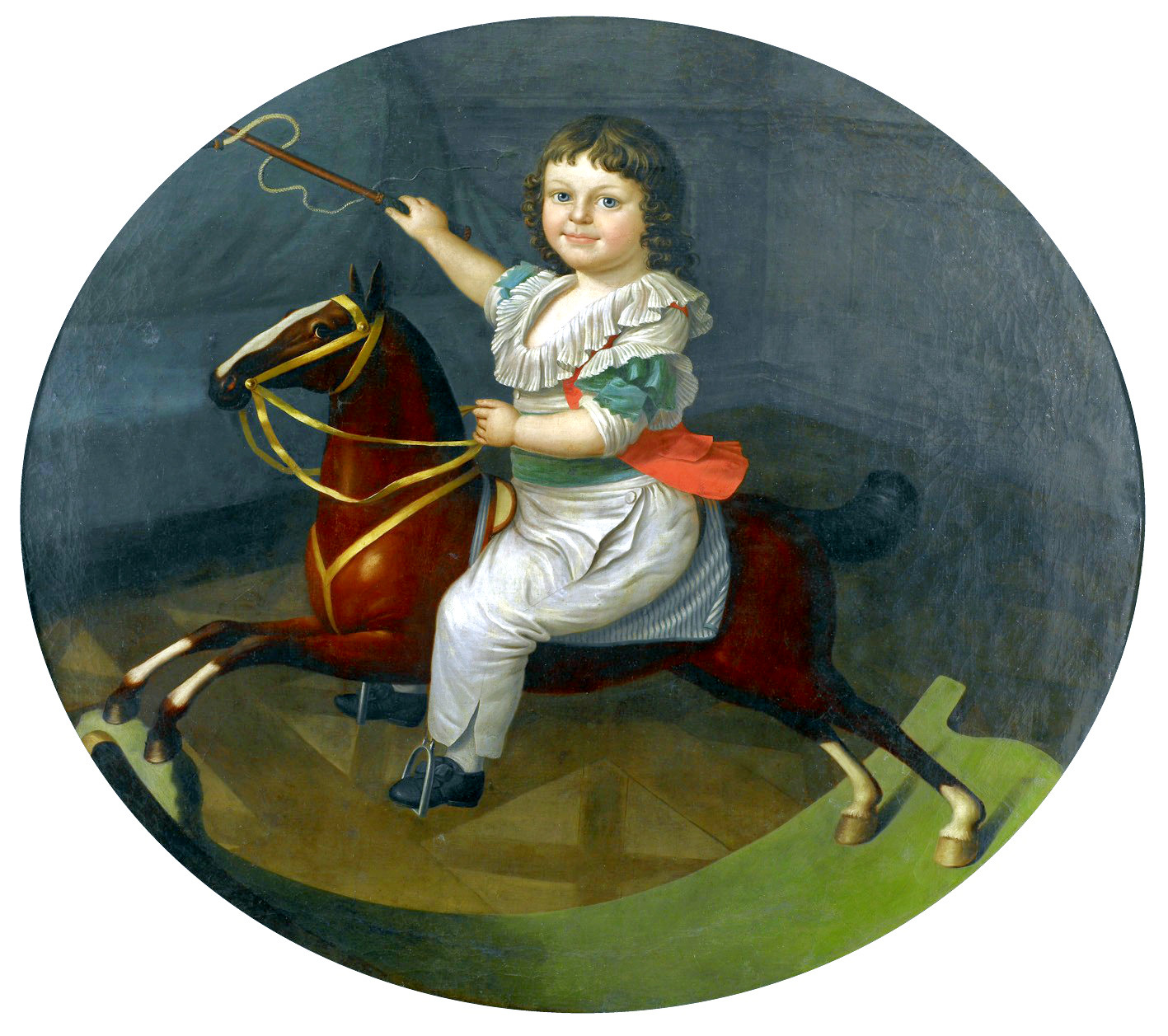
Kinderportret van Adolf door Johann Friedrich Dryander
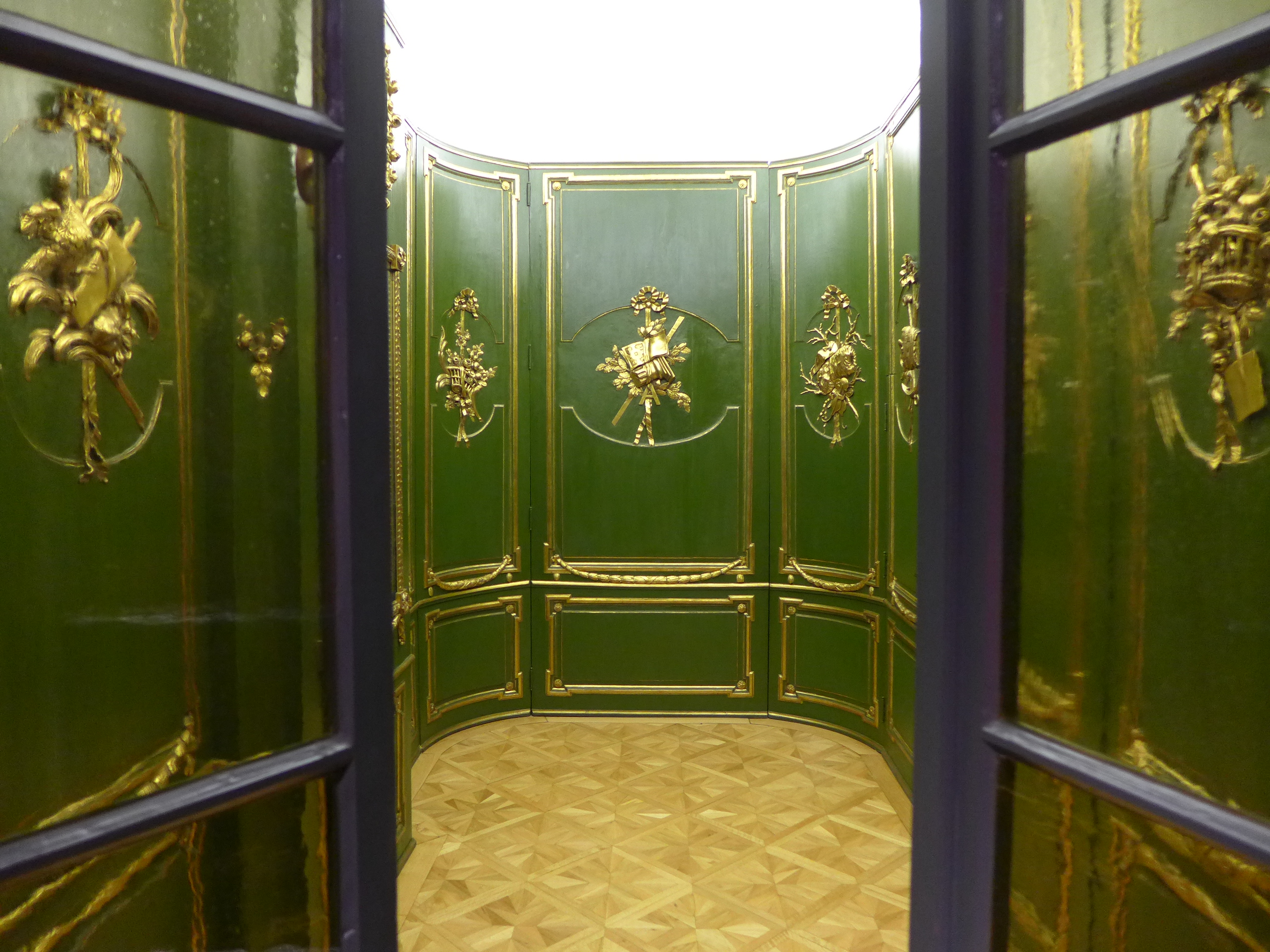
Het Groene Kabinet van Katharina Kest